# Rovte, Logatec
Rovte este o localitate din comuna Logatec, Slovenia, cu o populație de 831 de locuitori.